# Лызенко, Николай Романович
Николай Романович Лызенко (15 октября 1918 — 18 июня 1960) — командир мотострелковой роты 17-й гвардейской Краснознамённой ордена Суворова механизированной бригады 6-го гвардейского механизированного корпуса 4-й танковой армии 1-го Украинского фронта, гвардии старший лейтенант.

## Биография
Родился 15 октября 1918 года в городе Славянск ныне Донецкой области Украины. Работал токарем на заводе в городе Краматорск.
В Красной армии с 1938 года. Участвовал в освободительном походе в Западную Белоруссию 1939 года. В 1941 году окончил курсы младших лейтенантов в Харькове. Участник Великой Отечественной войны с июня 1941 года.
В ночь на 25 января 1945 года на подручных средствах его рота скрытно переправилась через реку Одер и вступила в бой. Позиция на берегу противника была захвачена. Рота стремительным броском ворвалась на окраину городка Кебен, захватила несколько опорных пунктов. Так были созданы условия для форсирования Одера другими подразделениями бригады. В двухдневных боях по захвату и удержанию плацдарма гвардейская рота под командованием старшего лейтенанта Лызенко отбила шесть вражеских атак.
10 апреля 1945 года за образцовое выполнение боевых заданий командования и проявленные при этом мужество и героизм гвардии старшему лейтенанту Лызенко Николаю Романовичу присвоено звание Героя Советского Союза с вручением ордена Ленина и медали «Золотая Звезда».
В сентябре 1946 года уволен в запас. Жил в городе Славянск. Скончался 18 июня 1960 года.